# Sigmodontinae

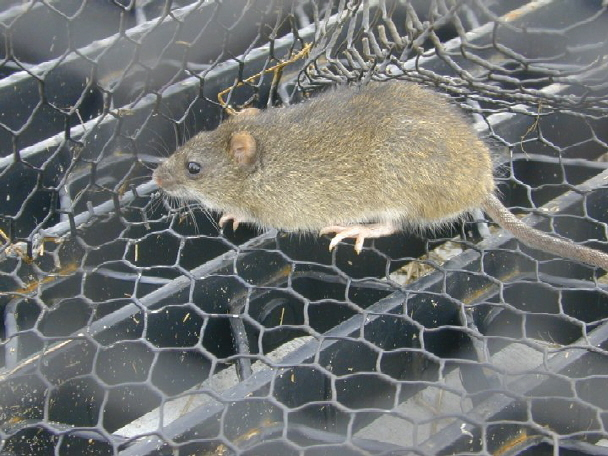
Reisratte (Oryzomys palustris)

Die Sigmodontinae sind eine Unterfamilie der Nagetierfamilie der Wühler (Cricetidae). Sie sind eine der drei Unterfamilien, in die die Neuweltmäuse unterteilt werden. Von diesen drei sind sie die artenreichste (mit rund 400 Arten) und die einzige, die ihren Verbreitungsschwerpunkt in Südamerika hat.

## Merkmale
Sigmodontinae sind eine vielgestaltige Gruppe, sie haben unterschiedliche ökologische Nischen besetzt und dementsprechend verschiedene Körperformen entwickelt. Neben Arten, die Mäusen oder Ratten ähneln, gibt es auch wühlmaus-, maulwurfs-, rennmaus- und spitzmausähnliche Vertreter. Die Kopfrumpflänge variiert je nach Art von 6 bis 30 Zentimeter, die Schwanzlänge von 3 bis 33 Zentimeter und das Gewicht von 7 bis 450 Gramm. Die Länge des Fells und die Färbung sind variabel, bei den meisten Arten jedoch an der Oberseite in Grau- oder Brauntönen gehalten, die Unterseiten sind meist heller, oft weißlich. Von anderen Neuweltmäusen unterscheiden sie sich unter anderem in der Morphologie des Penis und dem Bau der Hinterfüße.

## Verbreitung und Lebensraum
Sigmodontinae kommen auf dem amerikanischen Kontinent vor, ihr Verbreitungsgebiet erstreckt sich von den mittleren USA bis Feuerland. Die größte Artenvielfalt erreichen sie jedoch in Südamerika, in Nord- und Mittelamerika gibt es relativ wenig Vertreter, etwa einige Arten der Reisratten oder Baumwollratten. Sie haben in ihrem Verbreitungsgebiet nahezu jeden Lebensraum besiedelt und kommen in Regen- und Trockenwäldern ebenso vor wie in Wüsten, Steppen und Grasländern, aber auch im Hochgebirge bis in 6000 Meter Seehöhe.

## Lebensweise
So unterschiedlich die Körperformen und Lebensräume, so verschieden sind auch die Lebensweisen der Sigmodontinae. Die meisten Arten sind Bodenbewohner, es gibt jedoch auch baumbewohnende, unterirdisch-grabende und semiaquatische (teilweise im Wasser lebende) Vertreter. Die meisten sind das ganze Jahr über aktiv, in den kühleren Regionen können sie in eine Kältestarre (Torpor) fallen. Je nach Art können sie tag-, dämmerungs- oder nachtaktiv sein. Die meisten Arten benutzen Unterschlupfe, etwa Felsspalten, Erdhöhlen, hohle Baumstämme oder selbst gegrabene oder von anderen Tieren übernommene Baue. Häufig legen sie ein Nest aus Blättern und anderem Pflanzenmaterial an. Neben einzelgängerischen gibt es auch in Gruppen lebende Arten.
Viele Arten sind Pflanzenfresser, die Gräser, Samen, Früchte, Pilze, Knollen, Flechten und andere pflanzliche Stoffe zu sich nehmen. Daneben gibt es aber auch Vertreter, die sich teilweise oder nahezu gänzlich von tierischer Kost (wie Insekten, Regenwürmern, Kaulquappen, Krebstieren, kleinen Wirbeltieren und Vogeleiern) ernähren. Dazu zählen beispielsweise die Baumwollratten und die Fischratten.

## Fortpflanzung
Sigmodontinae sind sehr fruchtbare Tiere. Die Fortpflanzungszeit erstreckt sich auch in kühleren Regionen über mehrere Monate, in den Tropen kann sie das ganze Jahr über andauern. Weibchen tragen im Jahr meist mehrere Würfe aus und können bereits wenige Stunden nach der Geburt erneut trächtig werden. Die Tragzeit ist mit 20 bis 30 Tagen relativ kurz, die Wurfgröße liegt häufig bei drei bis fünf Jungtieren, kann aber bis zu 13 betragen. Nach einer bis vier Wochen werden die Jungtiere entwöhnt und nach einem bis mehreren Monaten tritt die Geschlechtsreife ein.
Als Ausgleich für die hohe Geburtenrate ist die Sterblichkeit hoch und die Lebenserwartung gering. Sigmodontinae haben zahlreiche natürliche Feinde, etwa Raubtiere, Schlangen, Greifvögel und Eulen. Wenige Tiere werden in freier Wildbahn älter als 1 Jahr, in menschlicher Obhut sind fünf Jahre möglich.

## Systematik
Unter dem wissenschaftlichen Namen Sigmodontinae wurden früher alle Neuweltmäuse zusammengefasst, heute werden sie in drei Unterfamilien unterteilt, neben den Sigmodontinae sind dies die Neotominae und die Tylomyinae.
Die innere Systematik der Sigmodontinae ist nicht restlos geklärt. Im hier verwendeten, auf das Handbook of the Mammals of the World (2017) basierenden Ansatz teilen sie sich in elf Tribus sowie fünf Gattungen, die keinem Tribus zugeordnet werden können und darum als incertae sedis geführt werden.
- Tribus Sigmodontini
  - Baumwollratten (Sigmodon), 14 Arten
- Tribus Fischratten (Ichthyomyini)
  - Fischratten (Neusticomys), 7 Arten
  - Mittelamerikanische Wassermäuse (Rheomys), 4 Arten
  - Ecuador-Fischratte oder Ohrlose Wassermaus (Anotomys leander)
  - Chibcha-Wassermäuse oder Andenwassermäuse (Chibchanomys), 2 Arten
  - Eigentliche Fischratten oder Krabbenratten (Ichthyomys), 4 Arten

- Tribus Reithrodontini
  - Kaninchenratten (Reithrodon), 2 Arten

- Tribus Oryzomyini
  - Aegialomys, 4 Arten[2]
  - Agathaeromys †, 2 Arten
  - Ucayali-Wasserratte (Amphinectomys savamis)
  - Cerradomys, 8 Arten[2]
  - Cordimus †, 3 Arten
  - Weißkehl-Bergwaldratte (Drymoreomys albimaculatus)[3]
  - Maranon-Reisratten (Eremoryzomys), 2 Arten[2]
  - Euryoryzomys, 6 Arten[2]
  - Handleyomys, 9 Arten
  - Hylaeamys, 7 Arten[2]
  - Sumpfratten (Holochilus), 6 Arten
  - Lund-Wasserratte (Lundomys molitor)
  - Karibische Riesenreisratten (Megalomys), 4 † Arten
  - Galápagos-Riesenratte (Megaoryzomys curioi) †, Zuordnung zu diesem Tribus unsicher
  - Dunkle Reisratten (Melanomys), 6 Arten
  - Brasilia-Ratte (Microakodontomys transitorius)
  - Kleinstreisratten (Microryzomys), 2 Arten
  - Mindomys, 2 Arten (Hammond-Reisratte (Mindomys hammondi)[2] und Mindomys kutuku[4])
  - Stachelreisratten oder Borstenmäuse (Neacomys), 10 Arten
  - Neotropische Wasserratten (Nectomys), 5 Arten
  - Nephelomys, 13 Arten[2]
  - Galápagos-Reisratten (Nesoryzomys), 4 Arten (davon mind. 1 †)
  - Fernando-de-Noronha-Ratte (Noronhomys vespuccii) †
  - Zweifarb-Reisratten oder Baumreisratten (Oecomys), 17 Arten
  - Peru-Reisratte (Oreoryzomys balneator)[2]
  - Zwergreisratten (Oligoryzomys), 21 Arten
  - Sumpfreisratten (Oryzomys), 6 Arten[2]
  - Pattonimus, 3 Arten[5]
  - Brasilianische Reisratte oder Trugreisratte (Pseudoryzomys simplex)
  - Amerikanische Stachelmäuse (Scolomys), 2 Arten
  - Alfaro-Wasserratte (Sigmodontomys alfari)[6]
  - Paraguay-Reisratte (Sooretamys angouya)[2]
  - Reiswasserratten (Tanyuromys), 2 Arten[6]
  - Transandinomys, 2 Arten[2]
  - Zuckermäuse (Zygodontomys), 2 Arten

- Tribus Akodontini
  - Subtribus Akodontina
    - Südamerikanische Feldmäuse oder Graslandmäuse (Akodon), 38 Arten
    - Serra-do-Mar-Grasmaus (Castoria angustidens)
    - Deltamys, 2 Arten
      - Kemp-Feldmaus (Deltamys kempi)
      - Deltamys araucaria

    - Necromys, 7 Arten
    - Roraima-Maus (Podoxymys roraimae)
    - Cerrado-Mäuse (Thalpomys), 2 Arten
    - Schwarze Feldmaus (Thaptomys nigrita)

  - Subtribus Oxymycterina
    - Maulwurfsmäuse (Juscelinomys), 3 Arten
    - Grabmäuse (Oxymycterus), 15 Arten

  - Subtribus Scapteromyina
    - Karminnasenratten oder Pinknasenmäuse (Bibimys), 3 Arten
    - Brasilianische Spitzmausratte (Blarinomys breviceps)
    - Brucepattersonius, 3 Arten
    - Gyldenstolpia, 2 Arten
      - Gyldenstolpia fronto
      - Gyldenstolpia planaltensis

    - Andenratte (Lenoxus apicalis)
    - Südamerikanische Riesenratten (Kunsia tomentosa), 1 Arten
    - Sumpflandratten (Scapteromys), 3 Arten
- Tribus Thomasomyini
  - Andenmäuse (Aepeomys), 2 Arten
  - Chilomys, 7 Arten[7]
    - Kolumbianische Waldmaus (Chilomys instans)
    - Chilomys carapazi
    - Chilomys fumeus
    - Chilomys georgeledecii
    - Chilomys neisi
    - Chilomys percequilloi
    - Chilomys weksleri

  - Brasilianische Baummäuse (Rhagomys), 2 Arten
  - Neuweltklettermäuse (Rhipidomys), 26 Arten
  - Paramo-Mäuse (Thomasomys), 44 Arten
- Tribus Andinomyini
  - Andenmaus (Andinomys edax)
  - Puna-Mäuse (Punomys), 2 Arten
- Tribus Euneomyini
  - Patagonische Chinchillamäuse (Euneomys), 4 Arten
  - Chile-Ratte (Irenomys tarsalis)
  - Anden-Sumpfratte (Neotomys ebriosus)

- Tribus Wiedomyini[8]
  - Rio-de-Janeiro-Ratte (Phaenomys ferrugineus)
  - Rotnasenmäuse (Wiedomys), 2 Arten
    - Rotnasenmaus (Wiedomys pyrrhorhinos)
    - Wiedomys cerradensis

  - Wilfred-Maus (Wilfredomys oenax)
- Tribus Abrotrichini
  - Anden-Feldmäuse oder Weichhaarmäuse (Abrothrix), 10 Arten
  - Chile-Langkrallenmaus (Chelemys megalonyx)
  - Geoxus, 4 Arten, z. B.:
    - Pearson-Langkrallenmaus (Geoxus annectens)
    - Langkrallen-Maulwurfsmaus (Geoxus valdivianus)

  - Edwards-Langkrallenmaus (Notiomys edwardsii)
  - Anden-Langkrallenmaus (Paynomys macronyx)

- Tribus Phyllotini
  - Chaco-Mäuse (Andalgalomys), 2 Arten
  - Großohrmäuse (Auliscomys), 3 Arten
  - Weißschwanzmaus (Calassomys apicalis)
  - Vespermäuse (Calomys), 17 Arten
  - Hochland-Wüstenmäuse (Eligmodontia), 7 Arten
  - Garlepp-Maus (Galenomys garleppi)
  - Neuwelt-Feldratten (Graomys), 4 Arten
  - Loxodontomys, 1 oder 2 Arten
  - Blattohrmäuse (Phyllotis), 20 Arten, unter anderem Phyllotis gerbillus
  - Zierliche Salzmaus (Salinomys delicatus)
  - Tapecomys, 2 Arten
    - Tapecomys primus
    - Tapecomys wolffsohni
- weitere Gattungen incertae sedis (ohne sichere Zuordnung zu einem Tribus)
  - Abrawayaomys, 2 Arten
    - Ruschi-Ratte (Abrawayaomys ruschii)
    - Abrawayaomys chebezi

  - Altiplano-Chinchillamaus (Chinchillula sahamae)
  - Atlantische Waldratten (Delomys), 3 Arten
  - Juliomys, 4 Arten
  - Neomicroxus, 2 Arten